# Polychoa styphlopis
Polychoa styphlopis är en fjärilsart som beskrevs av Turner 1906. Polychoa styphlopis ingår i släktet Polychoa och familjen tandspinnare. Inga underarter finns listade i Catalogue of Life.